# Final da Copa do Brasil de Futebol de 2011
A final da Copa do Brasil de Futebol de 2011 foi a 23ª final dessa competição brasileira de futebol organizada pela Confederação Brasileira de Futebol (CBF). Foi decidida por Vasco da Gama e Coritiba em duas partidas. O primeiro duelo ocorreu em 1 de junho, no Estádio São Januário, no Rio de Janeiro com vitória do Vasco da Gama por 1–0. Já o segundo confronto aconteceu em 8 de junho, no Estádio Couto Pereira, em Curitiba com a vitória do Coritiba por 3–2.
No resultado combinado das duas partidas, 3–3, o desempate foi realizado pela regra do gol fora de casa, conforme o regulamento da competição. Assim, o Vasco da Gama foi o campeão da competição ao fazer dois gols em Curitiba e conquistou um título inédito.

## Histórico na competição
Vasco da Gama
O Vasco já havia disputado uma final antes: em 2006 a equipe perdeu a competição para o seu arquirrival, o Flamengo. Na oportunidade, o time cruz-maltino foi derrotado nos dois jogos: 2 a 0 na primeira partida e 1 a 0 na segunda.
Coritiba
Antes dessa final, o Coxa jamais havia disputado uma final de Copa do Brasil. Seus melhores resultados na competição foram em 1991, 2001 e 2009, quando a equipe disputou as semifinais destes anos.

## Mando de campo
Em relação à definição do mando de campo do primeiro e segundo jogo, o regulamento da Copa do Brasil previu a ordem de prioridades entre os campeonatos estaduais e o Ranking Histórico da CBF nas primeiras e segundas fases. A partir das oitavas-de-final, a CBF fez sorteios para determinar a ordem dos jogos.
No caso desta final, o sorteio foi realizado no dia 26 de maio na sede da CBF e definiu os mandos da seguinte forma:
- 1º jogo

Vasco da Gama x Coritiba

Estádio São Januário
- 2º jogo

Coritiba x Vasco da Gama

Estádio Couto Pereira

## Caminho até a final
| Vasco               | Vasco     | Vasco              | X                | Coritiba            | Coritiba  | Coritiba           |
| ------------------- | --------- | ------------------ | ---------------- | ------------------- | --------- | ------------------ |
| Adversário          | Resultado | Jogos              | Fase             | Adversário          | Resultado | Jogos              |
| Comercial           | 6–1       | 6–1 fora           | 1ª fase          | Ypiranga de Erechim | 3–0       | 1–0 fora; 2–0 casa |
| ABC                 | 2–1       | 0–0 fora; 2–1 casa | 2ª fase          | Atlético Goianiense | 5–2       | 2–1 fora; 3–1 casa |
| Náutico             | 3–0       | 3–0 fora; 0–0 casa | Oitavas de final | Caxias              | 5–0       | 4–0 casa; 1–0 fora |
| Atlético Paranaense | 3–3 (f)   | 2–2 fora; 1–1 casa | Quartas de final | Palmeiras           | 6–2       | 6–0 casa; 0–2 fora |
| Avaí                | 3–1       | 1–1 casa; 2–0 fora | Semifinal        | Ceará               | 1–0       | 0–0 fora; 1–0 casa |

## Jogo de ida
| 1 de junho    | Vasco da Gama  | 1 – 0          | Coritiba | Estádio São Januário, Rio de Janeiro                                            |
| 21:50 (UTC−3) | Alecsandro 51' | Súmula Borderô |          | Público: 17 922 Renda: R$ 756.765,00 Árbitro: SP Paulo César de Oliveira (FIFA) |

| Vasco | Coritiba |

| G             | 1  | Fernando Prass   |  |     |
| LD            | 35 | Allan            |  |     |
| Z             | 25 | Anderson Martins |  |     |
| Z             | 26 | Dedé             |  |     |
| LE            | 32 | Márcio Careca    |  |     |
| V             | 37 | Rômulo           |  |     |
| V             | 8  | Eduardo Costa    |  |     |
| M             | 6  | Felipe           |  | 66' |
| M             | 10 | Diego Souza      |  |     |
| A             | 31 | Bernardo         |  |     |
| A             | 9  | Alecsandro       |  | 84' |
| Reservas:     |    |                  |  |     |
| G             | 12 | Alessandro       |  |     |
| LD            | 23 | Fagner           |  |     |
| V             | 18 | Jumar            |  |     |
| V             | 21 | Fellipe Bastos   |  | 66' |
| M             | 11 | Jéferson         |  |     |
| A             | 19 | Leandro          |  |     |
| A             | 39 | Elton            |  | 84' |
| Técnico:      |    |                  |  |     |
| Ricardo Gomes |    |                  |  |     |

| G                | 1  | Edson Bastos    |                               |     |
| LD               | 2  | Jonas           |                               |     |
| Z                | 3  | Demerson        |                               |     |
| Z                | 4  | Emerson         |                               |     |
| LE               | 6  | Lucas Mendes    |                               |     |
| V                | 5  | Willian         |                               |     |
| V                | 8  | Léo Gago        |                               |     |
| M                | 7  | Rafinha         |                               |     |
| M                | 10 | Davi            |                               | 73' |
| A                | 11 | Anderson Aquino | Penalizado com cartão amarelo | 73' |
| A                | 9  | Bill            |                               | 70' |
| Reservas:        |    |                 |                               |     |
| G                | 12 | Vanderlei       |                               |     |
| LD               | 13 | Maranhão        |                               |     |
| Z                | 14 | Jeci            |                               |     |
| V                | 15 | Marcos Paulo    |                               | 73' |
| M                | 16 | Tcheco          |                               |     |
| M                | 17 | Geraldo         |                               | 73' |
| A                | 18 | Leonardo        |                               | 70' |
| Técnico:         |    |                 |                               |     |
| Marcelo Oliveira |    |                 |                               |     |

| Bandeirinhas: SC Carlos Berkenbrock SP Marcelo Carvalho Van Gasse |

## Jogo de volta
| 8 de junho    | Coritiba                          | 3 – 2          | Vasco da Gama                  | Estádio Couto Pereira, Curitiba                                        |
| 21:50 (UTC−3) | Bill 29' · Davi 44' · Willian 66' | Súmula Borderô | 12' Alecsandro · 57' Éder Luís | Público: 31 516 Renda: R$ 892.600,00 Árbitro: SP Sálvio Spínola (FIFA) |

| Coritiba | Vasco |

| G                | 1  | Edson Bastos   |                               |     |
| LD               | 2  | Jonas          |                               |     |
| Z                | 3  | Demerson       |                               |     |
| Z                | 4  | Emerson        |                               |     |
| LE               | 6  | Lucas Mendes   |                               | 58' |
| V                | 5  | Willian        |                               |     |
| V                | 8  | Léo Gago       | Penalizado com cartão amarelo | 59' |
| V                | 11 | Marcos Paulo   |                               | 27' |
| M                | 7  | Rafinha        |                               |     |
| M                | 10 | Davi           |                               |     |
| A                | 9  | Bill           | Penalizado com cartão amarelo |     |
| Reservas:        |    |                |                               |     |
| G                | 12 | Vanderlei      |                               |     |
| Z                | 13 | Jeci           |                               |     |
| LE               | 14 | Eltinho        |                               | 58' |
| M                | 15 | Tcheco         |                               |     |
| M                | 17 | Geraldo        |                               |     |
| A                | 16 | Marcos Aurélio |                               | 59' |
| A                | 18 | Leonardo       | Penalizado com cartão amarelo | 27' |
| Técnico:         |    |                |                               |     |
| Marcelo Oliveira |    |                |                               |     |

| G             | 1  | Fernando Prass   |                               |     |
| LD            | 35 | Allan            |                               |     |
| Z             | 25 | Anderson Martins |                               |     |
| Z             | 26 | Dedé             |                               |     |
| LE            | 33 | Ramon            |                               |     |
| V             | 37 | Rômulo           |                               |     |
| V             | 8  | Eduardo Costa    | Penalizado com cartão amarelo |     |
| M             | 6  | Felipe           | Penalizado com cartão amarelo | 79' |
| M             | 10 | Diego Souza      |                               | 79' |
| A             | 7  | Éder Luís        |                               |     |
| A             | 9  | Alecsandro       |                               |     |
| Reservas:     |    |                  |                               |     |
| G             | 12 | Alessandro       |                               |     |
| LD            | 23 | Fagner           |                               |     |
| LE            | 32 | Márcio Careca    |                               |     |
| V             | 18 | Jumar            | Penalizado com cartão amarelo | 79' |
| V             | 21 | Fellipe Bastos   |                               |     |
| M             | 31 | Bernardo         |                               | 79' |
| A             | 39 | Elton            |                               |     |
| Técnico:      |    |                  |                               |     |
| Ricardo Gomes |    |                  |                               |     |

| Bandeirinhas: BA Alessandro Rocha Matos SP Emerson Augusto de Carvalho |

## Premiação
| Copa do Brasil de 2011            |
| Rio de Janeiro                    |
| --------------------------------- |
| VASCO DA GAMA Campeão (1º título) |